# Lichtenberg (Gemeinde Ulrichsberg)
Lichtenberg ist eine Ortschaft in der Marktgemeinde Ulrichsberg im Bezirk Rohrbach in Oberösterreich.

## Geografie

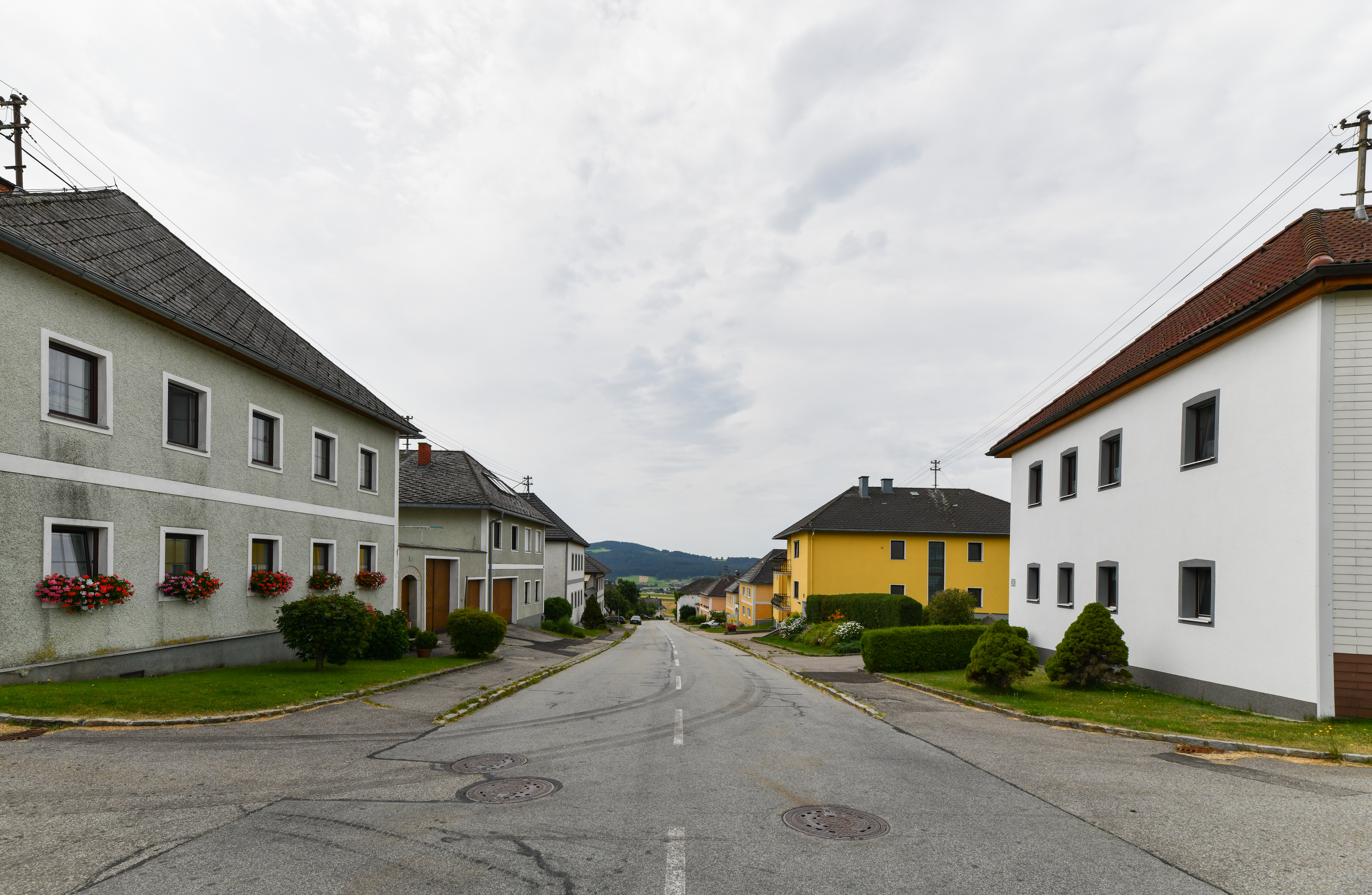
Blick von Norden in die Hauptstraße von Lichtenberg

Das Dorf liegt nördlich von Ulrichsberg und befindet sich am Südabfall des Böhmerwaldes. Durch den Ort führt die Landesstraße L1558, die von Ulrichsberg bis zu den südlich des Stausees Lipno gelegenen Dörfern der tschechische Stadt Horní Planá (deutsch: Oberplan) verläuft und im Osten fließt der Hintenberger Bach auf die Große Mühl zu. Zur Ortschaft zählen auch die Orte Rading, Schöneben und die Lichtenberger Häuseln. Am 1. April 2020 umfasste die Ortschaft 104 Adressen. Lichtenberg liegt in der Katastralgemeinde Hintenberg. Die Siedlung ist Teil der 22.302 Hektar großen Important Bird Area Böhmerwald und Mühltal.

## Geschichte
Lichtenberg entstand im 15. Jahrhundert im Zuge Kolonialisierung des Böhmerwaldes, die zunächst von Bistum Passau ausging und ab dem 15. Jahrhundert vom Stift Schlägl vorangetrieben wurde. Im Jahr 1563 verkaufte Probst Andreas vom Stift Schlägl der Dorfgemeinschaft Lichtenberg den Sperrbühel (982 m ü. A.) „gelegen zwischen ihrer Weide und Planerstraße“.
Spielende Kinder verursachten am 30. Dezember 1980 einen Brand, dem das Wirtschaftsgebäude des Land- und Gastwirts Pfoser zum Opfer fiel. Am 2. Oktober 2015 kam es durch ein Feuer zu Schäden in einer Werkstatt. Die Flammen aus einem am 4. August 2022 niederbrennenden Stadel konnten gelöscht werden, kurz bevor sie auf weitere Gebäude im Ortszentrum übergriffen.

## Kultur und Sehenswürdigkeiten
Der Hof Lichtenberg Nr. 8 ist mit der Jahreszahl 1860 bezeichnet.

## Sender
Der Sender Aigen-Ulrichsberg befindet sich im Norden der Ortschaft bei den Lichtenberger Häuseln. Er ist nicht zu verwechseln mit dem Sender Lichtenberg in Lichtenberg nördlich von Linz.